# Križevci (Croazia)
Križevci (ˈkriːʒɛʋtsi, in tedesco Kreutz/Kreuz, in ungherese Kőrös, in latino Crisium) è una città della Croazia, nella regione di Koprivnica e Križevci. La città ha dato i natali allo scrittore, filosofo e drammaturgo Franjo Marković.

## Amministrazione

### Gemellaggi
- Čitluk
- Reana del Rojale